# Natalia Kanem

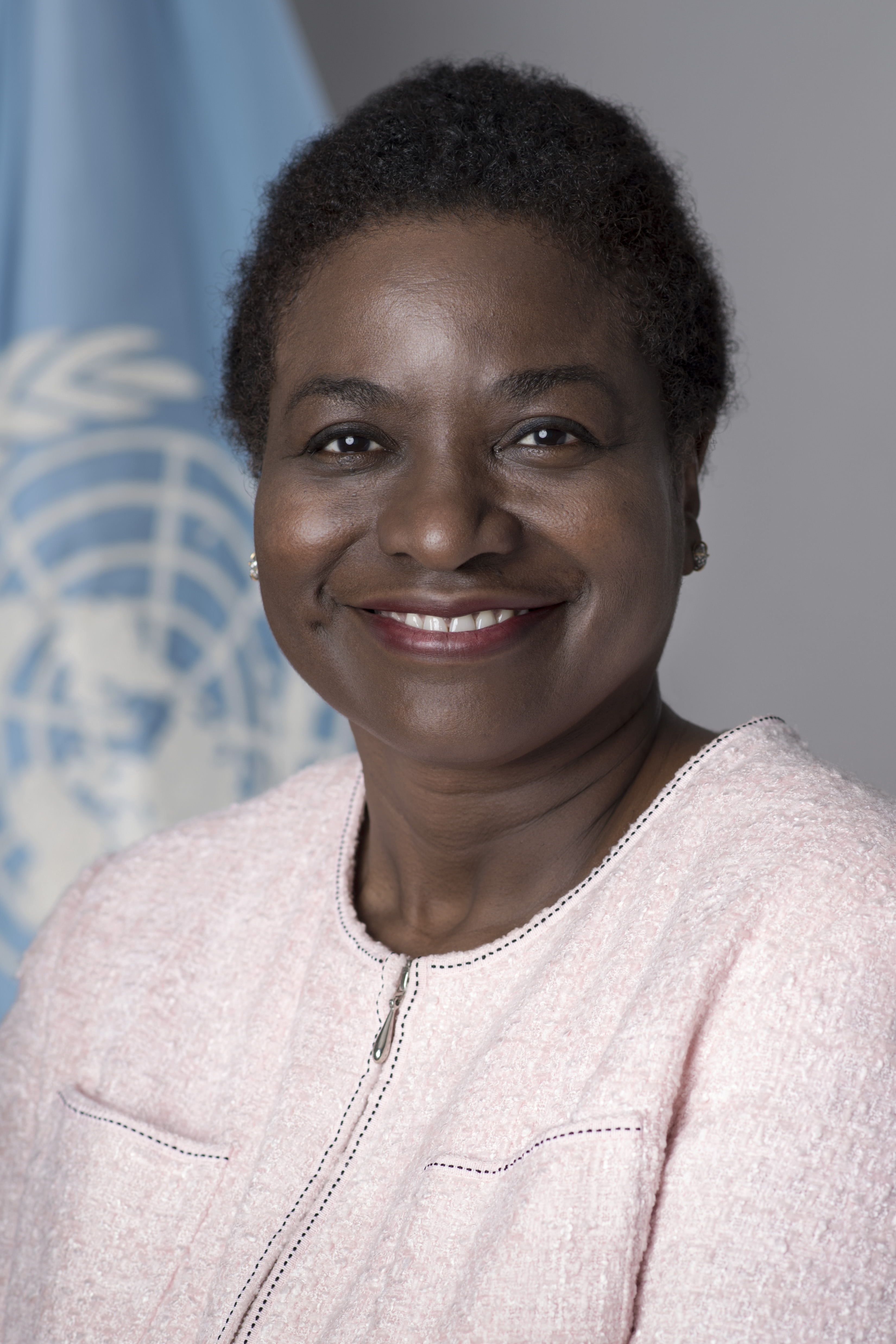
Natalia Kanem

Natalia Kanem stammt aus Panama und ist die Direktorin des Bevölkerungsfonds der Vereinten Nationen (UNFPA), der UN-Organisation für die sexuelle und reproduktive Gesundheit. Sie gehört damit zu den höchstrangigen Frauen bei den Vereinten Nationen und leitet als erste Lateinamerikanerin die UNFPA.

## Ausbildung
Kanem besuchte die Harvard University, wo sie einen Bachelor-Studiengang in History and Science abschloss. Während dieser Zeit beschäftigte sie sich intensiv mit den Rechten von Frauen und nahm 1975 an der ersten UN-Weltfrauenkonferenz in Mexiko teil. Sie studierte in der Folge Medizin an der Columbia University in New York und erwarb einen Master in Public Health mit Spezialisierung auf Epidemiologie und Präventivmedizin an der University of Washington in Seattle.

## Karriere

### Frühe Karriere
Kanem startete eine akademische Karriere an den medizinischen Fakultäten der Johns Hopkins University und der Columbia University im Bereich Public Health.
Sie war Senior Associate am gemeinnützigen Lloyd Best Institute of the West Indies in Trinidad und Tobago von 2012 bis 2013. Von 2005 bis 2011 war sie Gründungspräsidentin von ELMA Philanthropies, einer privaten Organisation, die sich um das Wohl von Kindern und Jugendlichen in Afrika kümmert.

### Ford-Foundation
Kanem arbeitete von 1992  bis 2005 als leitende Angestellte und Beauftragte für Westafrika bei der Ford Foundation mit dem Schwerpunkt Weibliche Reproduktive Gesundheit und Sexualität. In der Folge war sie stellvertretende Leiterin für die Programme der Ford Foundation zur Förderung von Frieden und sozialer Gerechtigkeit in Afrika, Asien, Osteuropa, Süd- und Nordamerika.

### UNFPA
Von 2014 bis 2016 arbeitete Kanem als Repräsentantin des UN-Bevölkerungsfonds in Tansania. 2016 ging sie als stellvertretende Exekutiv-Direktorin in die Zentrale nach New York. Am 3. Oktober 2017 wurde sie von UN-Generalsekretär António Guterres zur Leiterin der UNFPA ernannt. Sie formulierte drei Ziele für ihre Arbeit bei der UNFPA: Die Müttersterblichkeit, den ungedeckten Bedarf an Familienplanung und geschlechtsbasierte Gewalt und anderes schädigendes Verhalten jeweils auf null zu reduzieren.

## Andere Aktivitäten
- Mitglied des Ehrenbeirats des Dag Hammarskjöld Fund for Journalists[15]
- Co-Vorsitzende des Leitungsgremiums von Family Planning 2020 (FP2020), einer multinationalen Initiative für das Recht auf Zugang zu Verhütungsmitteln (zusammen mit Christopher Elias), seit 2017[16]
- Zeitweise Beraterin bei TrustAfrica, einer Organisation zur Förderung von Demokratie und Entwicklung in Afrika[17]

## Quellnachweise
1. ↑  unfpa.org
2. ↑  A Woman’s Voice for Women at the U.N. Agency for Reproductive Rights. In: The New York Times. 17. Dezember 2017.
3. ↑  John Zarocostas: Natalia Kanem: lifelong advocate for women’s health and rights. In: The Lancet. 391. Jahrgang, Nr. 10116, 2018, ISSN 0140-6736, S. 115, doi:10.1016/S0140-6736(17)33323-8, PMID 29353611 (thelancet.com).
4. ↑  Natalia Kanem: biography. In: UNFPA. 2018.
5. ↑  lloydbest.institute
6. ↑  Lloyd Best Institute.
7. ↑  elmaphilanthropies.org
8. ↑  Kanem profile.
9. ↑  Kanem profile.
10. ↑  Ms. Natalia Kanem of Panama – Executive Director, United Nations Population Fund (UNFPA). United Nations, abgerufen am 24. Januar 2018.
11. ↑  unfpa.org Presseerklärung der UNFPA, abgerufen am 20. April 2019.
12. ↑  Kanem profile.
13. ↑  Kanem appointed.
14. ↑  Transformative results.
15. ↑  Liste der Mitglieder des Ehrenbeirats des Dag Hammarskjöld fund for Journalists, abgerufen am 20. April 2019.
16. ↑  FP2020 Reference Group Family Planning 2020 (FP2020), abgerufen am 20. April 2019.
17. ↑  trustafrica.org, abgerufen am 20. April 2019.

| Personendaten    | Personendaten                                  |
| ---------------- | ---------------------------------------------- |
| NAME             | Kanem, Natalia                                 |
| KURZBESCHREIBUNG | panamaische Epidemiologin und UNFPA-Direktorin |
| GEBURTSDATUM     | 20. Jahrhundert                                |